# آسيا ما قبل التاريخ

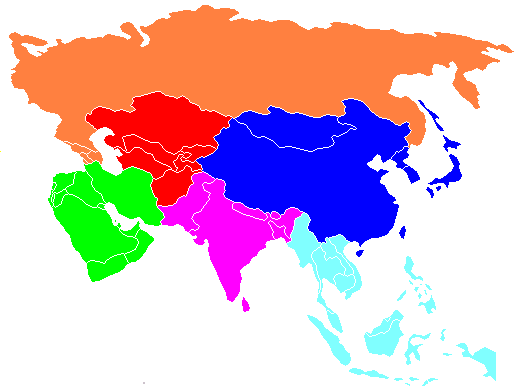
خريطة ملونة لمناطق آسيا: شمال آسيا ، آسيا الوسطى ، شرق آسيا ،الشرق الأدنى (الشرق الأوسط) جنوب آسيا ، جنوب شرق آسيا

يشير مصطلح آسيا ما قبل التاريخ إلى الأحداث التي حصلت في آسيا خلال فترة الوجود البشري قبل اختراع أنظمة الكتابة أو توثيق التاريخ المسجل. يشمل ذلك أجزاء من الكتلة الأرضية الأوراسية التي تعتبر حاليًا قارة آسيا. توصف القارة بأنها المنطقة الواقعة شرق جبال الأورال وجبال القوقاز وبحر قزوين والبحر الأسود، ويحدها المحيط الهادئ والمحيط الهندي والقطب الشمالي. تقدم هذه المقالة نظرة عامة على العديد من المناطق الآسيوية خلال عصور ما قبل التاريخ.

## عصور ما قبل التاريخ حسب المنطقة

### شمال آسيا
توجد منطقة شمال آسيا أو أوراسيا فوق الصين، حيث تعتبر سيبيريا والشرق الأقصى الروسي مناطق جغرافية واسعة كانت جزءًا من روسيا منذ القرن السابع عشر.
تقع منطقة القوقاز على الحافة الجنوبية الغربية لشمال آسيا على حدودها مع أوروبا، وتقع بين البحر الأسود وبحر قزوين. تقع جبال القوقاز، التي تحتوي على أعلى جبل في أوروبا وهو جبل إلبروس، في المنطقة أيضًا. يتكون الجزء الجنوبي من القوقاز من دول مستقلة ذات سيادة، في حين تخضع أجزائه الشمالية لسلطة الاتحاد الروسي.
تظهر آثار استيطان بشري في المرتفعات الأرمنية في أرمينيا من العصر الحجري الحديث. تعد ثقافة شولافيري شومو في منطقة القوقاز الوسطى واحدة من أقدم الثقافات المعروفة في المنطقة، ويرجع تاريخها إلى ما يقرب من 6000-4000 قبل الميلاد. هناك ثقافة مبكرة أخرى في المنطقة وهي ثقافة الكورا - أراشتس، التي يعتقد أن تاريخها يعود إلى فترة 3300-2000 قبل الميلاد، وخلفها ثقافة ترياليتي الجورجية 3000-1500 قبل الميلاد.

### آسيا الوسطى
تعد آسيا الوسطى المنطقة الأساسية في القارة الآسيوية وتمتد من بحر قزوين في الغرب إلى الصين في الشرق ومن أفغانستان في الجنوب إلى روسيا في الشمال.

### شرق آسيا
تضم مناطق شرق آسيا الصين وتايوان والتبت وشينجيانغ وكوريا. سيعرض هذا القسم الصين ما قبل التاريخ في العصر الحجري القديم، وثقافات العصر الحجري الحديث، وثقافات العصر الحجري النحاسي، والعصر البرونزي الصيني، ومواقع العصر البرونزي.

#### الصين
عثر على أقدم آثار للبشر الأوائل من فصيلة هومو إيركتس (باللاتينية:Homo erectus) في شرق آسيا في الصين. عثر على بقايا متحجرة لرجل يوانمو في مقاطعة يونان في جنوب غرب الصين، وقدر أن تاريخها يعود إلى مليون سنة. يبلغ عمر الأدوات الحجرية التي عثر عليها في حوض نيهوان بمقاطعة خبي شمال الصين 1.66 مليون عام.
انجذب البشر الأوائل إلى ما كان يعتبر مناخًا دافئًا وخصبًا في وسط الصين منذ أكثر من 500 ألف عام. عثر على بقايا هياكل نحو 45 فردًا، تُعرف مجتمعة باسم رجل بكين في كهف من الحجر الجيري في مقاطعة يونان في تشوكوديان. يعود تاريخها إلى حوالي 400 ألف – 600 ألف عام، ويعتقد بعض الباحثين أن المواقد والتحف التي عثر عليها تعني أن استخدام النار كان شائعًا، على الرغم من اعتراض علماء آثار آخرين على ذلك. عثر في حوالي 800 ميل إلى الغرب من هذا الموقع بالقرب من مدينة شيان في مقاطعة شنشي على بقايا أسلاف بشرية عاشوا قبل رجل بكين.
منذ حوالي 100 ألف – 200 ألف عام، عاش البشر في أماكن مختلفة في الصين مثل قويتشو، حيث صنعوا مصنوعات حجرية يدوية. بعد سنة 100 ألف قبل الميلاد، عاش الإنسان من فصيلة هومو سابينس (باللاتينية: Homo sapiens) في الصين وبحلول سنة 25 ألف قبل الميلاد، عاش البشر المعاصرون في أماكن معزولة في سهل شمال الصين، حيث كانوا يصطادون ويعدون الطعام، وصنعوا مصنوعات يدوية من العظام والصدف.
بدءًا من حوالي 5000 قبل الميلاد عاش البشر في مستوطنات وادي النهر الأصفر حيث قاموا بتربية الأسماك والخنازير والكلاب للحصول على الطعام وزراعة الأرز. حدث ذلك في أواخر العصر الحجري الحديث، إذ كانت تلك المجتمعات الأولى في الصين. تشمل المشغولات اليدوية الأواني الخزفية والخطافات والسكاكين والسهام والإبر. نشأت حضارتان في مقاطعات شنشي وقانسو وخنان شمال غرب البلاد بحلول الألفية السادسة قبل الميلاد تقريبًا.
عمل شعب يانغشاو، الذي عاش في الفترة بين 5000 و2500 قبل الميلاد في الزراعة، وعاش أفراده في مساكن مميزة كان جزئيا تحت السطح. اشتملت صناعة الفخار على تصميمات قد تكون رموزًا تطورت لاحقًا إلى لغة مكتوبة. كانت قراهم في غرب خنان وجنوب غرب شانشي ووسطها. في الفترة بين 2500 و 1000 قبل الميلاد، كانت حضارة لونغشان موجودة في جنوب وشرق وشمال شرق الصين وفي منشوريا. كان لديهم تقنيات زراعة وصناعة خزفية عالية مقارنة بشعب يانغشاو، كما كان لديهم طقوس دفن خاصة، وعبدوا أسلافهم.